# Villa Giovannelli
Villa Giovannelli si trova in piazza Unganelli 6 sul colle di Arcetri a Firenze.
La villa non è di grandi dimensioni ed è organizzata attorno a un cortile.

## Storia
Nel 1427 apparteneva ai Coverelli, poi passò ai Vecchietti e nel XVIII secolo ai Pandolfini.
Durante l'assedio di Firenze del 1529-1530 vi prese alloggio Alessandro Vitelli, che da questa posizione cannoneggiò, con le truppe imperiali, il campanile di San Miniato al Monte, protetto per l'occasione da Michelangelo con dei materassi legati. 
Una targa sulla facciata lo ricorda, mentre un'altra ricorda che qui visse nel XVII secolo il pittore di corte Giusto Sustermans, autore del più celebre ritratto di Galileo Galilei, il quale viveva confinato poco distante, a villa Il Gioiello a Pian dei Giullari. Questa targa venne posta nel 1780 dal filosofo Cesare Giovannelli, che diede il nome alla villa.
Nel Novecento vi visse un altro pittore, Annibale Gatti.
La cappellina della villa, visibile sulla piazza a sinistra, faceva parte del podere Uzie.

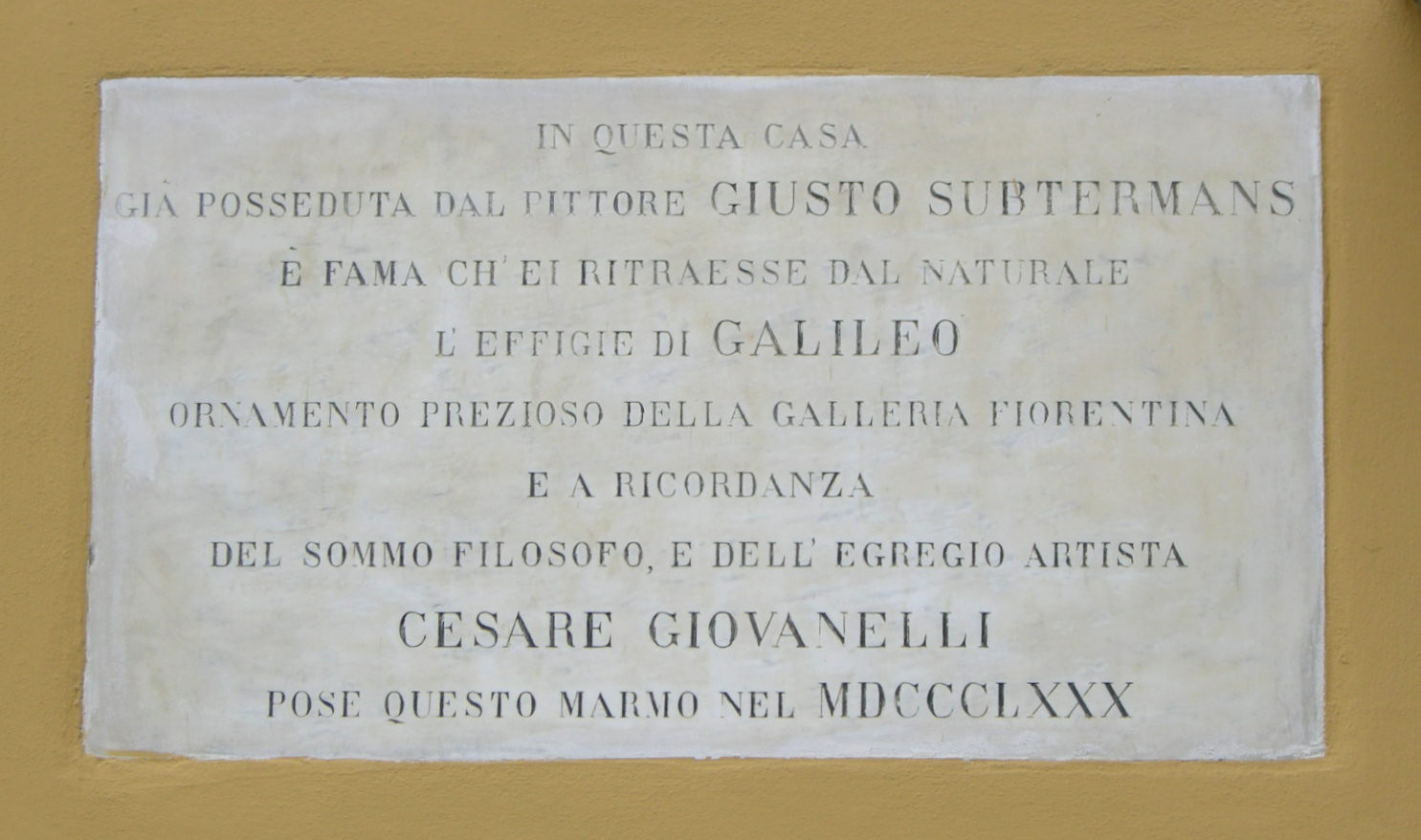
Targa Giusto Sustermans
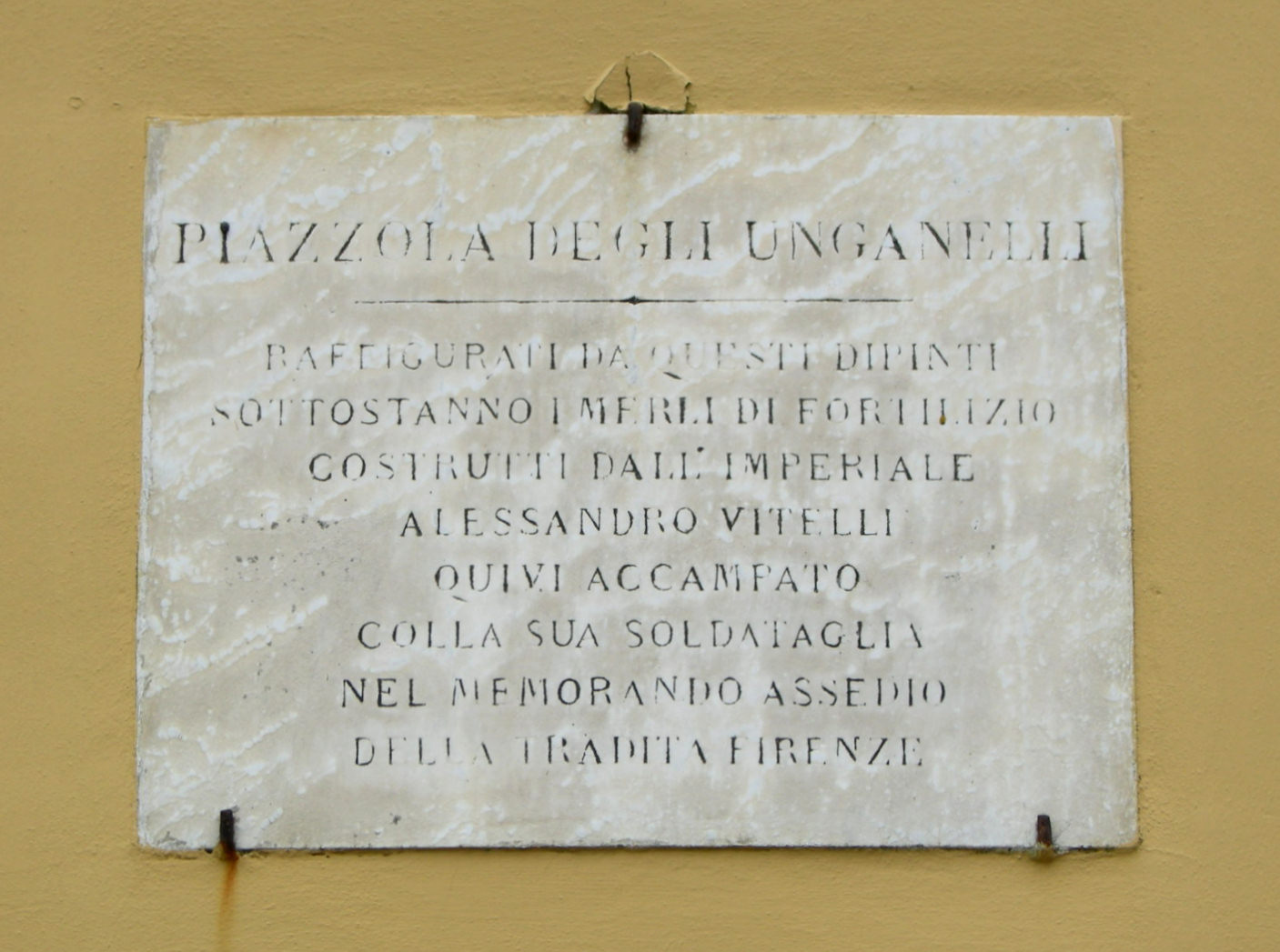
Targa Alessandro Vitelli